# Wybory prezydenckie w Stanach Zjednoczonych w 1940 roku

Mapa wyborcza Stanów Zjednoczonych w 1940 roku. Liczba na mapie określa liczbę przedstawicieli stanu w Kolegium Elektorów

Wybory prezydenckie w Stanach Zjednoczonych w 1940 roku – trzydzieste dziewiąte wybory prezydenckie w historii Stanów Zjednoczonych. Na urząd prezydenta wybrano ponownie Franklina Delano Roosevelta, a wiceprezydentem został Henry Wallace.

## Kampania wyborcza
Wybory prezydenckie w 1940 roku odbywały się w cieniu II wojny światowej, która nie dotarła jeszcze wówczas do Stanów Zjednoczonych, lecz to sprawy zagraniczne zdominowały kampanię wyborczą. Partia Republikańska wahała się pomiędzy wystawieniem kandydatury Thomasa Deweya a Roberta Tafta. Nieznajomość polityki zagranicznej wyeliminowała Tafta, a popierający go delegaci wystawili kandydaturę liberała Wendella Willkiego, który ostatecznie uzyskał nominację prezydencką. Roosevelt długo zwlekał z ogłoszeniem chęci kandydowania. Na czerwcowej konwencji Partii Demokratycznej postanowił złamać konwenans konstytucyjny, ustanowiony przez George’a Washingtona, i potwierdził chęć kandydowania. Kandydatem na wiceprezydenta został Henry Wallace. Nominację Socjalistycznej Partii Ameryki uzyskał Norman M. Thomas. Głównym tematem była polityka zagraniczna, w której jednak obaj kandydaci mieli podobne poglądy – żaden z nich nie chciał angażować Stanów Zjednoczonych w wojnę, udzielając jednocześnie pomocy krajom walczącym z III Rzeszą. Przekonanie społeczne, że demokraci są bardziej otwarci na problemy międzynarodowe od republikanów, dało zwycięstwo Rooseveltowi.

## Kandydaci

### Partia Demokratyczna

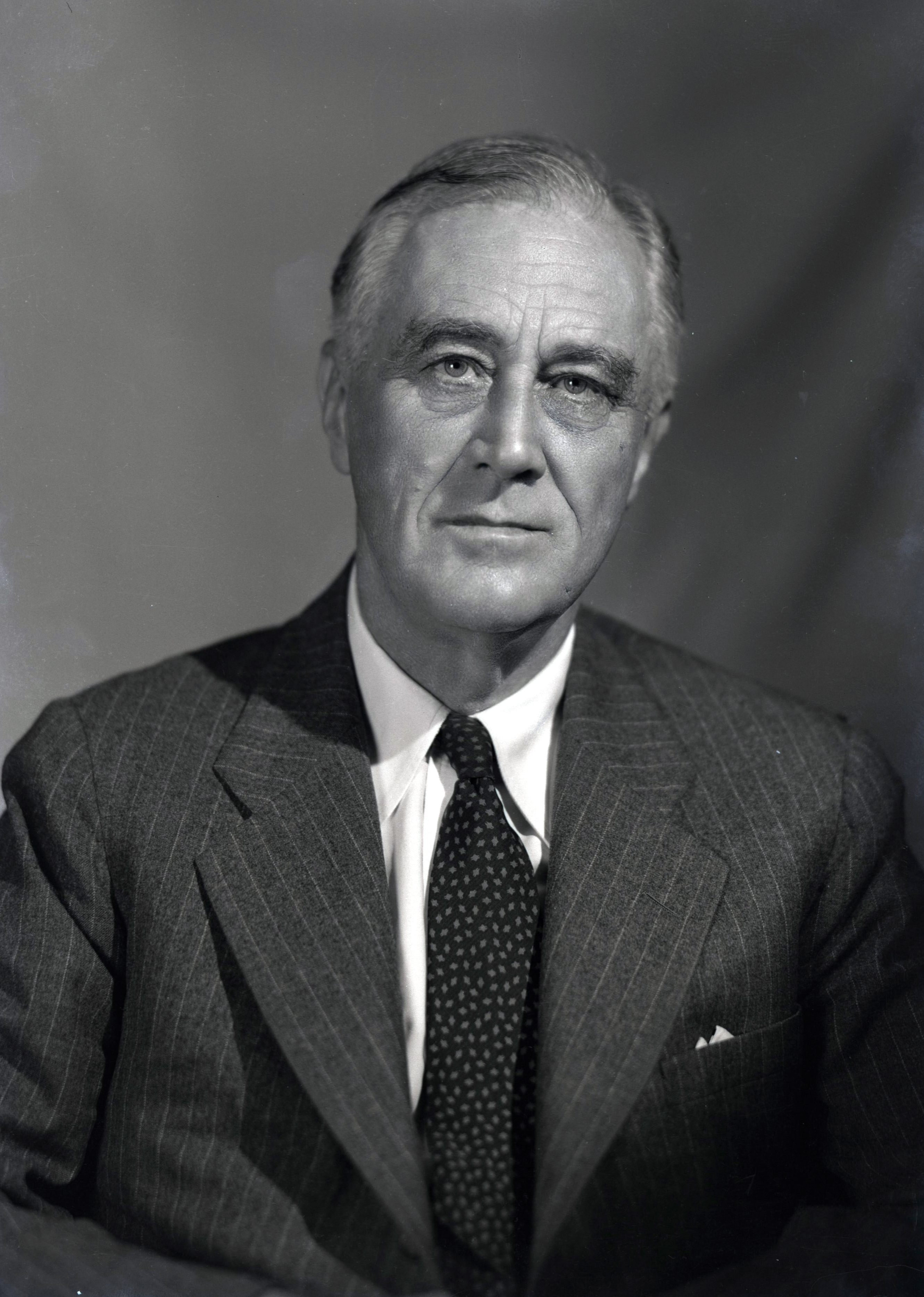
F.D. Roosevelt
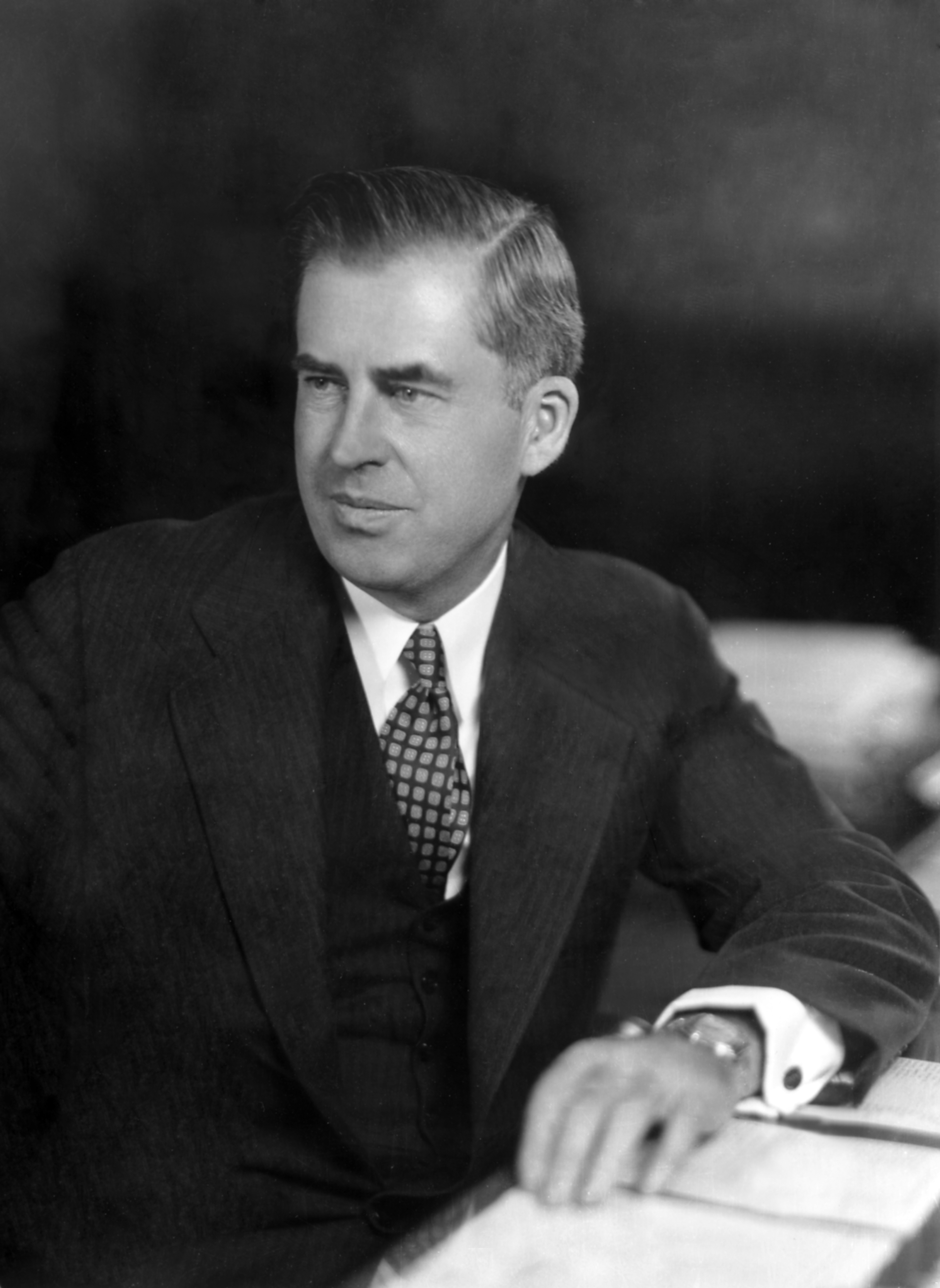
Henry Wallace

### Partia Republikańska

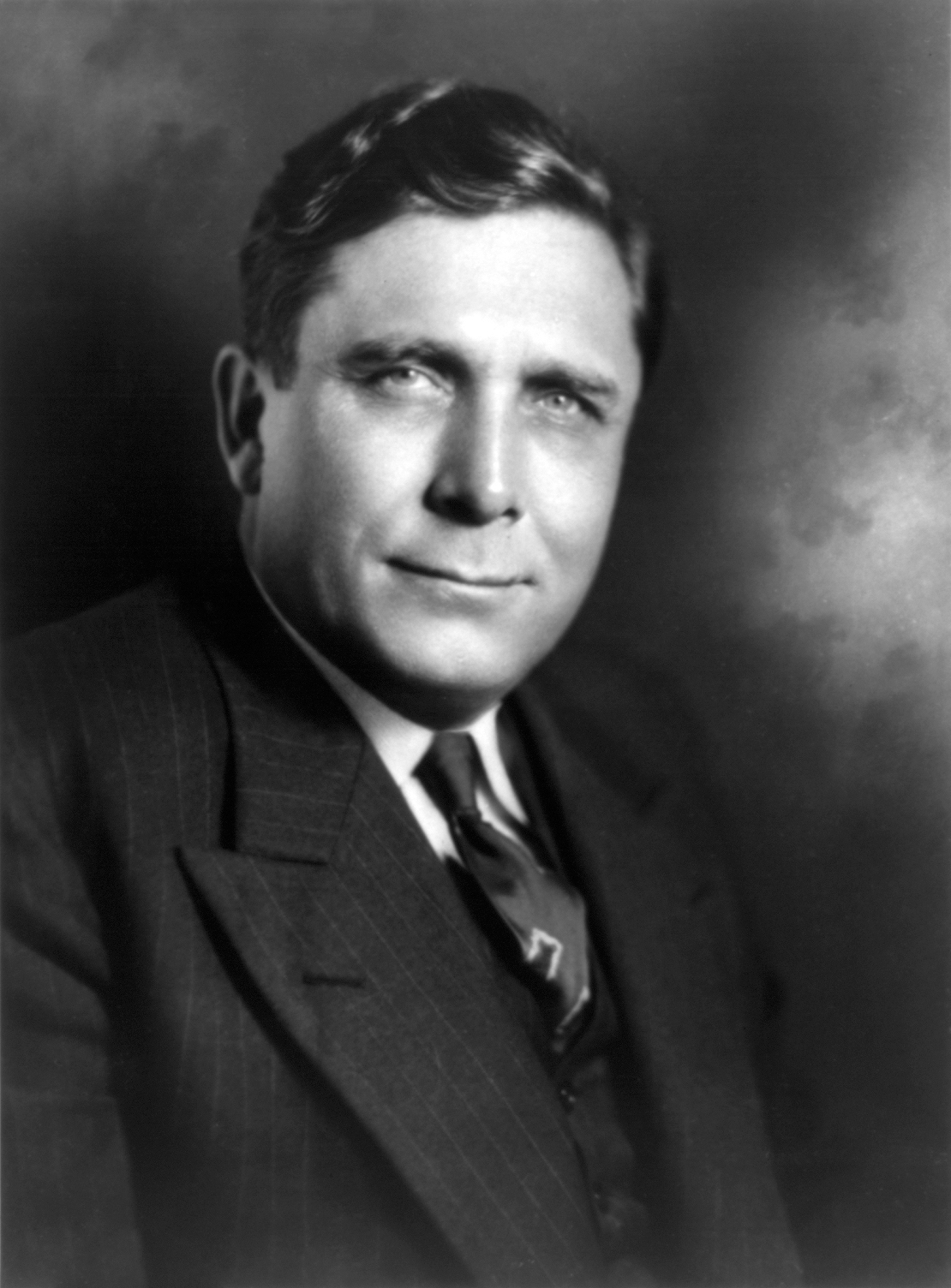
Wendell Willkie
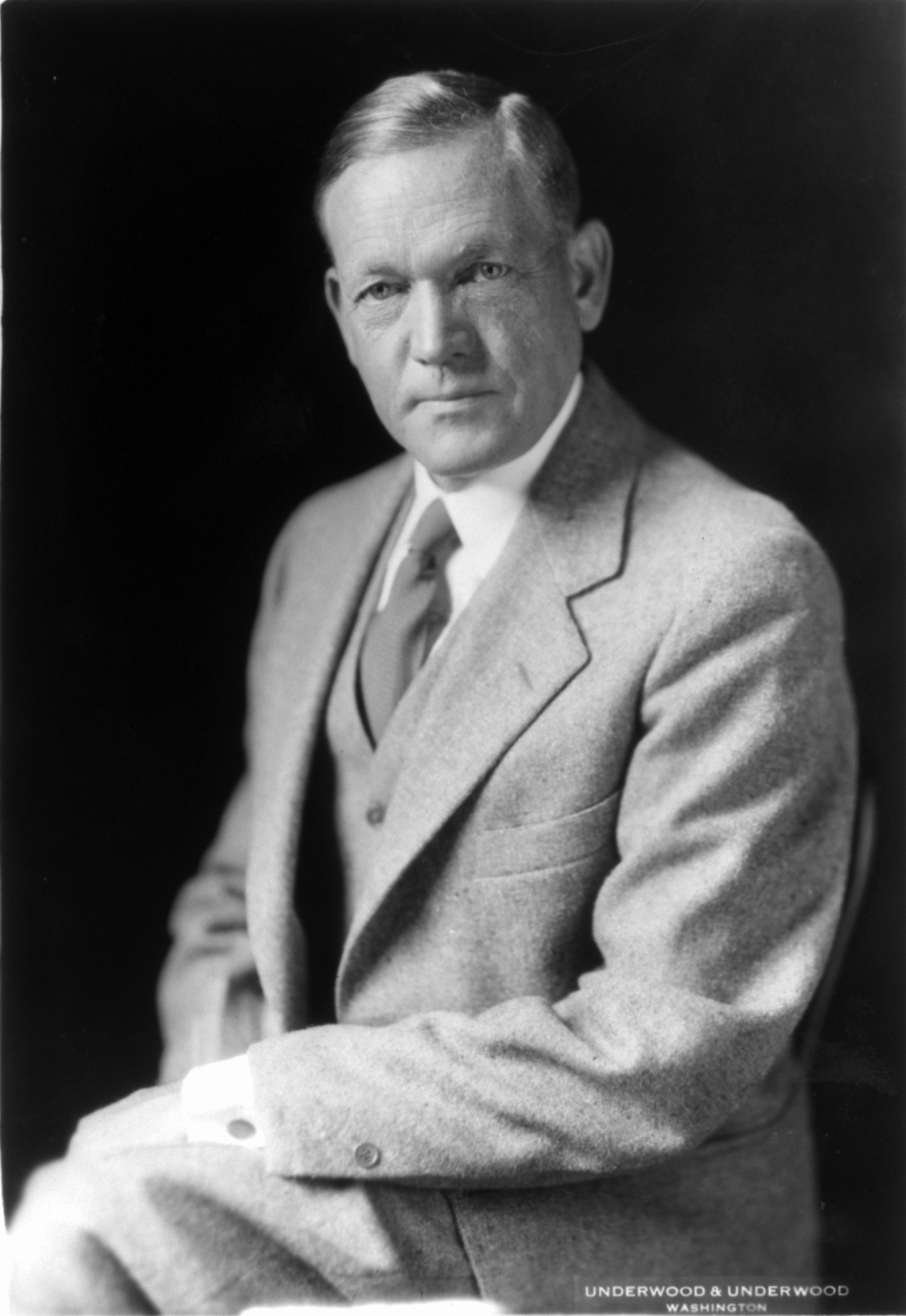
Charles McNary

### Socjalistyczna Partia Ameryki

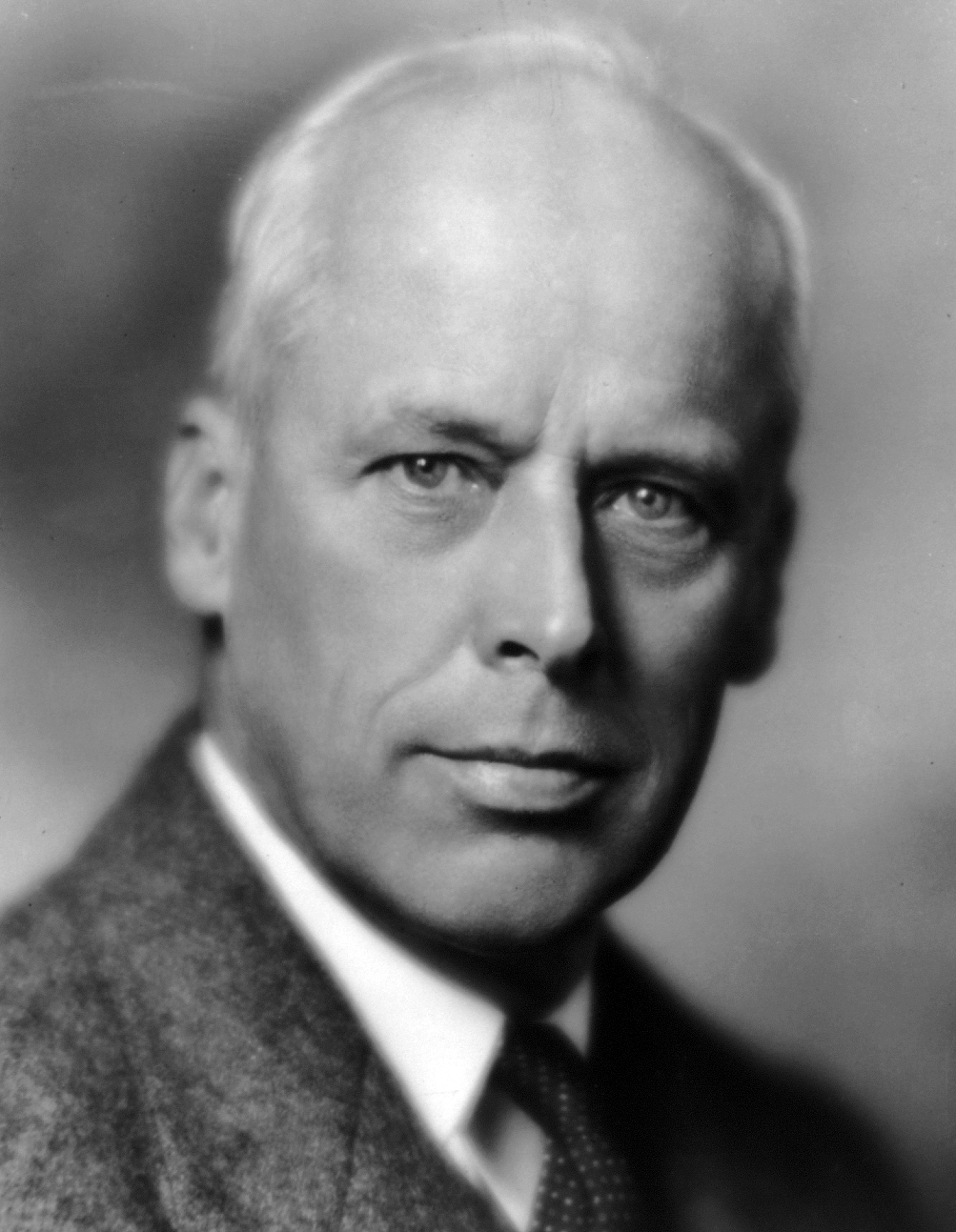
Norman Thomas

## Wyniki głosowania
Głosowanie powszechne odbyło się 5 listopada 1940. Roosevelt uzyskał 54,7% poparcia, wobec 44,8% dla Willkiego i 0,2% dla Thomasa. Ponadto, niecałe 125 000 głosów oddano na niezależnych elektorów, głosujących na innych kandydatów. Frekwencja wyniosła 58,8%. W głosowaniu Kolegium Elektorów Roosevelt uzyskał 449 głosów, przy wymaganej większości 266 głosów. Na Willkiego zagłosowało 82 elektorów. W głosowaniu wiceprezydenckim zwyciężył Wallace, uzyskując 449 głosów, wobec 82 dla McNary’ego.
| Kandydat na prezydenta    | Partia                        | Głosowanie powszechne | Głosowanie powszechne | Kolegium Elektorów |
| Kandydat na prezydenta    | Partia                        | Głosy                 | Procent               | Kolegium Elektorów |
| ------------------------- | ----------------------------- | --------------------- | --------------------- | ------------------ |
| Franklin Delano Roosevelt | Partia Demokratyczna          | 27 313 041            | 54,7%                 | 449                |
| Wendell Willkie           | Partia Republikańska          | 22 348 480            | 44,8%                 | 82                 |
| Norman Thomas             | Socjalistyczna Partia Ameryki | 116 827               | 0,2%                  | 0                  |
| Łącznie                   | Łącznie                       | Łącznie               | Łącznie               | 531                |

| Kandydat na wiceprezydenta | Partia               | Kolegium Elektorów |
| -------------------------- | -------------------- | ------------------ |
| Henry Wallace              | Partia Demokratyczna | 449                |
| Charles McNary             | Partia Republikańska | 82                 |
| Łącznie                    | Łącznie              | 531                |